# Andy Hug
Andy Hug (Zürich, 7 september 1964 –  Tokio, 24 augustus 2000) was een Zwitsers karateka, kickbokser en K-1-vechter.

## Levensloop
Vanaf 1979 tot zijn dood in 2000 won hij op verscheidene toernooien een gouden, zilveren of bronzen medaille, vooral in het kyokushinkai- en seidokaikan-karate (een afgeleide van kyokushinkai), kickboksen en vanaf 1996 ook op het K-1 Grand Prix-toernooi te Japan. Hug won dit tornooi in 1996.
Hij stierf 2 weken voor zijn 36e verjaardag aan leukemie.